# Экеберг, Андерс Густав
Андерс Густав Экеберг (швед. Anders Gustaf Ekeberg) (16 января 1767, Карлскруна, Швеция — 11 февраля 1813, Уппсала, Швеция) — шведский учёный, химик, минералог, первооткрыватель химического элемента тантал (1802).
Учился в Уппсальском университете с 1784 по 1788 год, в 1794 году получил звание доцента, с 1799 года — ассистент кафедры химии. В 1799 году избран в члены Шведской королевской Академии наук. 